# Sebastian Hausner
Sebastian Hausner, né le 11 avril 2000 à Horsens au Danemark, est un footballeur danois qui évolue au poste de défenseur central à l'AC Horsens.

## Biographie

### AGF Aarhus
Né à Horsens au Danemark, Sebastian Hausner est formé à l'AC Horsens, club de sa ville natale. Il rejoint l'AGF Aarhus à l'âge de 14, et poursuit sa formation dans ce club. En mars 2017, à la suite de plusieurs blessures dans l'effectif professionnel, il est appelé en équipe première, à seulement 16 ans, mais il ne fait pas encore ses débuts en professionnel. Au mois de mai suivant, il est intégré définitivement à l'équipe première, alors qu'il vient tout juste de fêter ses 17 ans le mois précédent.
Sebastian Hausner joue son premier match en professionnel lors d'une rencontre de Coupe du Danemark face à l'Aarhus Fremad, le 26 septembre 2018. Il entre en jeu en cours de partie à la place de Pierre Kanstrup lors de cette rencontre remportée par les siens (1-5). Il joue son premier match de Superligaen, face au Vendsyssel FF. Ce jour-là, il est titularisé en défense centrale aux côtés de Jens Stage, et la partie s'achève sur un score nul de deux partout.

### IFK Göteborg
Le 30 janvier 2023, lors du mercato hivernal, Sebastian Hausner rejoint la Suède afin de s'engager en faveur de l'IFK Göteborg. Il signe un contrat courant jusqu'en décembre 2026,,.
Hausner joue son premier match pour Göteborg le 5 mars 2023, à l'occasion d'une rencontre de coupe de Suède contre l'IFK Norrköping. Il est titularisé et son équipe s'incline par quatre buts à zéro. Hausner marque son premier but pour l'IFK Göteborg le 27 août 2023, à l'occasion d'un derby en championnat face au rival de la même ville, le BK Häcken. Titulaire, il marque le deuxième but de son équipe après un corner, et participe à la victoire des siens par quatre buts à deux. Il s'agit de son premier but en professionnel,

### AC Horsens
Le 17 juillet 2024, Sebastian Hausner rejoint l'AC Horsens pour un contrat de quatre ans, soit jusqu'en juin 2028. Il fait ainsi son retour dans un club avec lequel il a débuté sa formation de footballeur,.

### En sélection
Sebastian Hausner est sélectionné à plusieurs reprises avec les différentes équipes de jeunes du Danemark. Le 18 janvier 2018, pour son premier match avec les moins de 19 ans face à Chypre il inscrit le but égalisateur de son équipe (1-1).
Le 17 novembre 2020, il reçoit sa première sélection avec les espoirs, contre la Roumanie (1-1). Hausner s'illustre négativement en recevant directement un carton rouge, seulement quelques minutes après être entré en jeu. Ce match rentre dans le cadre des éliminatoires de l'Euro espoirs 2021.

## Statistiques
| Saison                | Club                  | Championnat           | Championnat | Championnat | Coupe(s) nationale(s) | Coupe(s) nationale(s) | Compétition(s) continentale(s) | Compétition(s) continentale(s) | Compétition(s) continentale(s) | Play-offs | Play-offs | Total | Total |
| Saison                | Club                  | Division              | M.          | B.          | M.                    | B.                    | Comp.                          | M.                             | B.                             | M.        | B.        | M.    | B.    |
| 2018-2019             | AGF Aarhus            | Superligaen           | 3           | 0           | 1                     | 0                     | -                              | -                              | -                              | 3         | 0         | 7     | 0     |
| 2019-2020             | AGF Aarhus            | Superligaen           | 18          | 0           | 4                     | 0                     | -                              | -                              | -                              | 1         | 0         | 23    | 0     |
| 2020-2021             | AGF Aarhus            | Superligaen           | 27          | 0           | 4                     | 0                     | C3                             | 1                              | 0                              | 1         | 0         | 33    | 0     |
| 2021-2022             | AGF Aarhus            | Superligaen           | 24          | 0           | 1                     | 0                     | C4                             | 1                              | 0                              | -         | -         | 26    | 0     |
| 2022-2023             | AGF Aarhus            | Superligaen           | 5           | 0           | 2                     | 0                     | -                              | -                              | -                              | -         | -         | 7     | 0     |
| Sous-total            | Sous-total            | Sous-total            | 77          | 0           | 12                    | 0                     | -                              | 2                              | 0                              | 5         | 0         | 96    | 0     |
| 2023                  | IFK Göteborg          | Allsvenskan           | 24          | 1           | 1                     | 0                     | -                              | -                              | -                              | -         | -         | 25    | 1     |
| 2024                  | IFK Göteborg          | Allsvenskan           | 13          | 0           | 3                     | 0                     | -                              | -                              | -                              | -         | -         | 16    | 0     |
| Sous-total            | Sous-total            | Sous-total            | 37          | 1           | 4                     | 0                     | -                              | -                              | -                              | -         | -         | 41    | 1     |
| Total sur la carrière | Total sur la carrière | Total sur la carrière | 114         | 1           | 16                    | 0                     | -                              | 2                              | 0                              | 5         | 0         | 137   | 1     |